# Two from the Vault
Two from the Vault ist ein Doppel-Livealbum der Band Grateful Dead.

## Geschichte
Die Aufnahmen von Two From the Vault sind vom 24. August 1968 aus dem Shrine Auditorium in Los Angeles, Kalifornien, das Album selber wurde am 15. April 1991 veröffentlicht. Lange Zeit war unklar, von welchen Auftrittstagen die Aufnahmen nun stammen und somit wurde der 23. und 24. August als Aufnahmetage angegeben, bevor sicher war, dass die Aufnahmen nur von einem Tag stammen.
Ursprünglich wurden die Songs mit einem 8-Spur-Rekorder aufgenommen, der von ihrem damaligen Label Warner Bros. Records gestellt wurde. Des Weiteren bestand Warner Bros. darauf, dass Grateful Dead auf Tontechniker des Labels zurückgriff, die sich im Nachhinein als unvertraut mit der Aufnahmetechnik mit verschiedenen Mikrofonen erwiesen. Dies hatte zur Folge, dass die Instrumente sich gegenseitig übertönten und nicht in voller Qualität zu hören sind.
Der als Musikproduzent auftretende Tontechniker Dan Healy und Don Pearson (gelegentlich wird auch Jeffrey Norman erwähnt) überarbeiteten diese Version mithilfe einer digitalen Spektrumsanalyse (beruhend auf FTT), indem sie Aufnahmezeiten und Delay berechneten, Pausen auseinanderhielten und dies mit den Parts von Phil Lesh als Hauptteil verglichen, so dass sie nahezu einen Stereosound erreichten.
Die Konzerte fanden einen Monat nach der Veröffentlichung von Anthem of the Sun statt, so dass einige Songs (That's It for the Other One und New Potato Caboose) auch hier verwendet wurden. Auf der anderen Seite war die Band schon auf der Suche nach Songs für das nächste Album Aoxomoxoa, wofür später der Song Saint Stephen von diesem Auftritt als Studioversion verwendet wurde.
2007 erschien eine überarbeitete Version des Albums von Rhino Records und Grateful Dead Records für das limitierte Boxset The Vault Box, aus drei Alben der Vault-Reihe. Two From the Vault enthält drei Bonussongs, die von dem Auftritt vom 23. August 1968 stammen.

## Titelliste

### 1992 CD

#### Seite 1
1. Good Morning Little Schoolgirl (Williamson) – 15:59
2. Dark Star (Hunter, Garcia, Hart, Kreutzmann, Lesh, McKernan, Weir) – 11:20
3. Saint Stephen (Hunter, Garcia, Lesh) – 4:40
  - William Tell Bridge
4. The Eleven (Hunter, Lesh) – 14:27
5. Death Don't Have No Mercy (Davis) – 8:23

#### Seite 2
1. That's It for the Other One: Cryptical Envolvement/The Other One (Garcia/Kreutzman, Weir) – 15:40
2. New Potato Caboose (Robert Peterson, Lesh) – 14:16
3. Turn on Your Lovelight (Deadric Malone, Joseph Wade Scott) – 17:13
4. (Walk Me Out in the) Morning Dew (Bonnie Dobson, Tim Rose) – 7:13

### 2007 Bonus
1. Alligator (McKernan, Lesh, Hunter)
2. Caution (Do Not Stop On Tracks) (McKernan, Grateful Dead)
3. Feedback (Grateful Dead)

## Chartplatzierungen
| ChartsChartplatzierungen       | Höchstplatzierung | Wochen |
| ------------------------------ | ----------------- | ------ |
| Vereinigte Staaten (Billboard) | 119 (3 Wo.)       | 3      |